# Syrské písmo
Syrština je literárním jazykem křesťanů severní Sýrie a Mezopotamie. Spolu s jazykem babylonského Talmudu a mandejštinou představují východoaramejskou větev semitských jazyků.
Jejím zlatým věkem bylo období od 3. do 7. století křesťanského letopočtu. Následkem christologických sporů se v 5. století rozdělila na větev východní, užívanou dyofyzitskými Nestoriány žijícími na území Perské říše, a západní, užívanou západosyrskými monofyzity (Jakobité) v říši římské. V 8. století byla po arabské invazi syrština vytlačena z literatury arabštinou, stala se lidovou řečí. Udržela se dodnes v některých horských oblastech Sýrie. Podle četnosti stránek „syrských“, „asyrských“, „aramejských“ či „chaldejských“ lze usuzovat, že probíhá něco jako syrské „národní obrození“. Velmi aktivní je asi 90 tis. (a)syrská menšina ve Švédsku, kde má i svůj televizní kanál Suroyo a fotbalový tým Assyriska, který se v roce 2005 dostal do 1. ligy. Především však je syrština liturgickým jazykem syrských církví, jazykem biblického překladu Pešita. Po světě je rozptýleno více než 2 mil. (a)syrských křesťanů, pro které jazyk ani písmo nejsou zdaleka mrtvé.

## Písmo

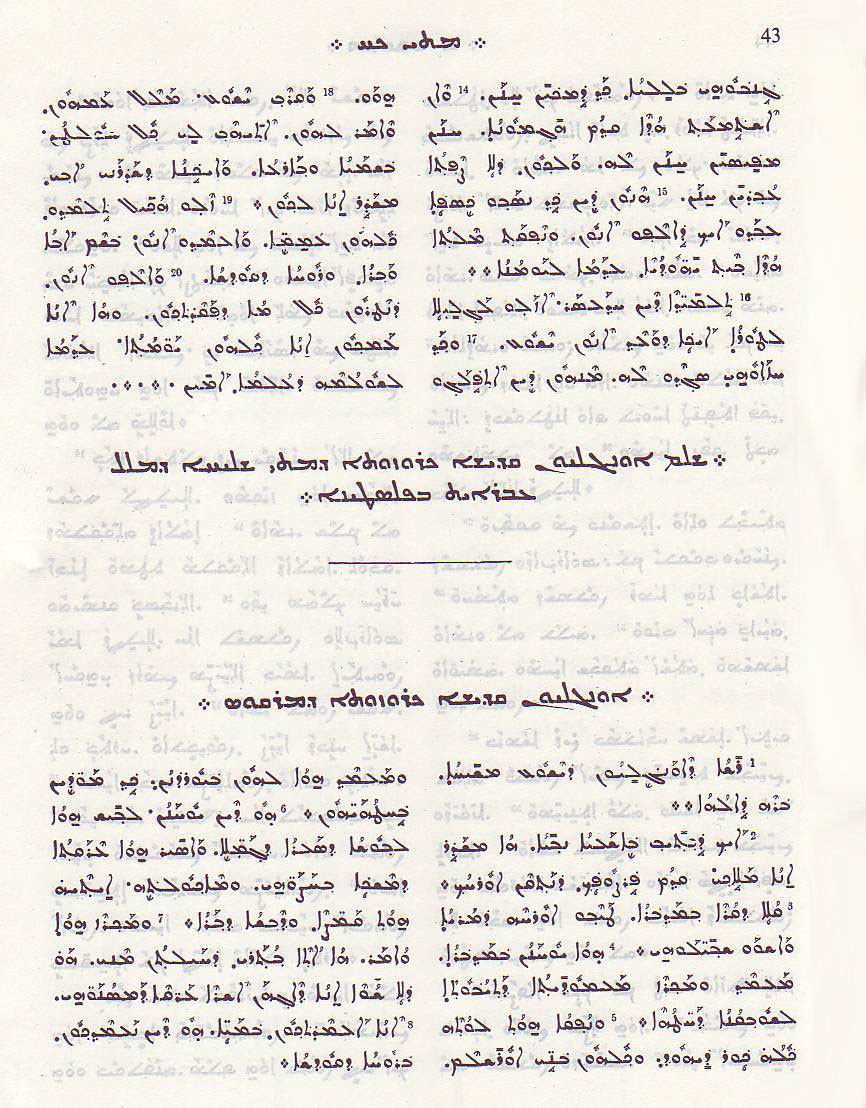
Ukázka ze syrské Bible vydané UBS 1979/1996: Konec Mt, začátek Mk. Vlastní text je psán písmem Serto s jakobitskou vokalizací (kombinovanou se staršími způsoby), titulky a doslovy nevokalizovaným písmem Estrangelo.

Původním písmem Syřanů bylo Estrangelo (ܐܣܛܪܢܓܠܐ, ř. στρογγυλη, snad z arabského satr andžiliyi – „písmo evangelií“). Z něho si Nestoriáni vytvořili své písmo východní, jakož i Jakobité své zvané Serto. Jako všechna semitská písma, také syrská zapisovala původně pouze konsonanty (souhlásky), vokály (samohlásky) byly doplněny později.

### Způsob psaní
Jde o písma „levosměrná“ (směřují zprava doleva). Problém s umazáváním si řádků při zápisu pravou rukou (který Řekové vyřešili změnou směru písma) zvládli Syřané tak, že obraceli podklad při zápisu o 90° doleva, psali pak jakoby ve sloupcích shora dolů řazených zleva doprava, na čtení vrátili podklad do původní polohy, takže četli řádky shora dolů zprava doleva. Jejich písma tím získala pozoruhodný sklon.
Dalším výrazným rysem syrských písem je, že jsou spojná: při zápisu se spojují znaky navzájem asi jako v psané latince. Následkem toho mohou mít syrské znaky až čtverou podobu (podobně jako v arabštině): nespojnou (zřejmě původní forma), spojenou zleva, spojenou z obou stran a spojenou zprava. Spojení se sousedními znaky totiž podobu více či méně pozměňuje. Nejvýrazněji se to projevuje v jakobitském Sertu.

### Vokalizace

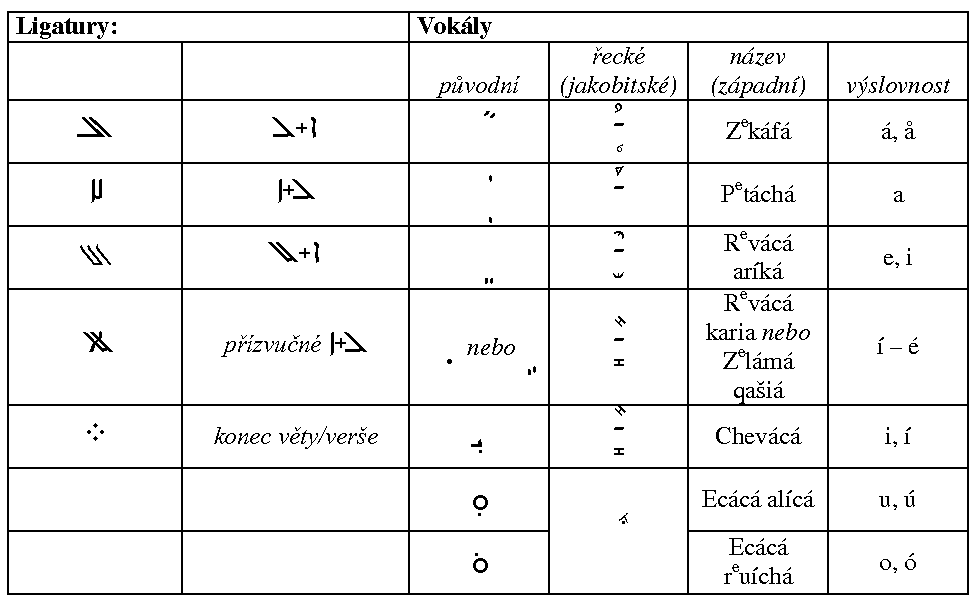
Syrská vokalizace a další znaménka

Syrština potřebovala zaznamenat samohlásky víc než jiné semitské jazyky, neboť vokalizace často určovala rod, číslo i přesný význam, které mohou být u jiných semitských jazyků dovoditelné ze souvislostí a koncovek. Zvláštností syrštiny je, že se určitý člen (ܐ) připojuje ke slovu jako sufix (přípona). Slova s podobným zápisem byla od sebe v různých číslech a rodech bez vokalizace neodlišitelná. Syrští křesťané proto velmi brzy hledali způsob dodatečného záznamu samohlásek.

V syrštině (stejně jako v hebrejštině) se vyskytují „matres lectionis“, tedy souhlásky, které mohou mít význam samohlásek, nebo je mohou prodlužovat. Později se objevily tečky pod písmem, naznačující neznělou výslovnost, a tečky nad znakem, naznačující výslovnost znělou, a dvě tečky vodorovně nad poslední slabikou, označující množné číslo. To pomohlo naznačit zhruba vokalizaci celého slova. Později se z toho vyvinul kompletní samohláskový systém, vyjádřený pomocí teček pod, případně nad znaky. Tento systém užívali hlavně Nestoriáni. Jakobité začali v 8. stol. užívat i řeckých samohlásek psaných libovolně nad nebo pod znak (pro způsob psaní otočené o 90°). Tento způsob však vystihoval pouze „kvalitu“ a ne „kvantitu“ samohlásek. V Sertu se někdy zapisují samohlásky oběma způsoby současně!

## Ukázky Estrangelo
| ܐܒܘܢ ܕܒܫܡܝܐ ܢܬܩܕܫ ܫܡܟ ܀                                                          | 9  |
| ܬܐܬܐ ܡܠܟܘܬܟ ܢܗܘܐ ܨܒܚܟ ܐܝܟܢܐ ܕܒܫܡܝܐ ܐܦ ܒܐܪܥܐ ܀                                    | 10 |
| ܗܒ ܠܢ ܠܚܡܐ ܕܣܘܢܩܢܢ ܝܘܡܢܠ ܀                                                       | 11 |
| ܘܫܒܘܩ ܠܢ ܚܘܒܝܢ ܐܝܟܢܐ ܕܐܦ ܚܢܢ ܫܒܩܢ ܠܚܝܒܝܢ ܀                                       | 12 |
| ܘܠܐ ܬܥܠܢ ܠܢܣܝܘܢܐ ܐܠܐ ܦܨܢ ܡܢ ܒܝܫܐ ܡܛܠ ܕܕܝܠܟ ܗܝ ܡܠܟܘܬܐ ܘܚܝܠܐ ܘܬܫܒܘܚܬܐ ܠܥܠܡ ܥܠܡܝܢ ܀ | 13 |

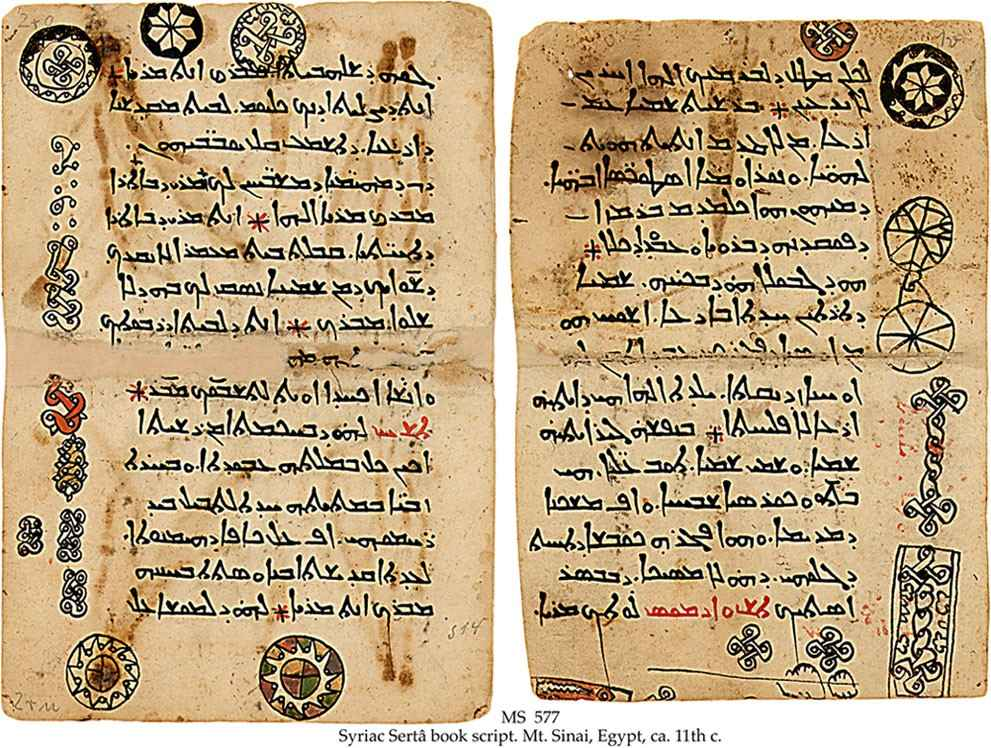
Syrská kniha z 11. století v písmu Estrangelo (některé znaky už mají formu Serto)

(Modlitba Páně - „Otčenáš“ - Mt 5, 9b-13)